# Tambahsari (Limbangan)
Tambahsari is een bestuurslaag in het regentschap Kendal van de provincie Midden-Java, Indonesië. Tambahsari telt 1354 inwoners (volkstelling 2010).